# Arpașu de Jos
Arpașu de Jos – wieś w Rumunii, w okręgu Sybin, w gminie Arpașu de Jos. W 2011 roku liczyła 1004 mieszkańców.